# Campanula hercegovina
Campanula hercegovina là loài thực vật có hoa trong họ Hoa chuông. Loài này được Degen & Fiala mô tả khoa học đầu tiên năm 1894.